# Barocline
La baroclinicité est un terme de mécanique des fluides. On dit qu'on a affaire à un fluide barocline, lorsque les lignes d'égale pression (isobares) croisent celles d'égale densité (isopycnes) dans celui-ci. Ce qualificatif est utilisé dans plusieurs domaines dont la météorologie, l'océanographie physique et l'astrophysique pour décrire des gaz ou liquides dont les propriétés varient avec l'épaisseur.

## Conséquences

Croisement des niveaux des isobares avec ceux de densité égales (isopycnes) dans la verticale, ou de la température dans l'horizontale

L'image de droite, en haut, montre le croisement selon la verticale de la densité {\displaystyle \rho } et de la pression {\displaystyle p} dans un fluide barocline. De plus, la densité est proportionnelle à la température {\displaystyle T}.
La baroclinicité est donc = {\displaystyle \nabla p\wedge \nabla \rho \propto \nabla p\wedge \nabla T}. 
On remarque que l'on a donné une pente à ces lignes. Si on faisait une coupe selon l'horizontale de A vers B, on retrouverait un croisement des isobares et des isothermes comme sur la section du bas. C'est ce qu'on observe dans une carte à niveau constant, comme une carte de surface des systèmes météorologiques dans une zone frontale, là où on change de masse d'air.
Ceci veut dire:
- que la température {\displaystyle T} varie lorsqu'on se déplace le long d'un niveau de pression {\displaystyle p}
- qu'un flux à un niveau de pression donné change la température à ce niveau
- qu'une perturbation barocline est une perturbation qui convertit de l’énergie potentielle thermique en énergie cinétique

## Vecteur baroclinique
Dans un fluide dont la densité change à un niveau de pression donné, on doit avoir un terme source qui cause ce changement. Dans les équations de Navier-Stokes, dont les équations primitives atmosphériques sont l'expression en météorologie et en océanographie, cela revient à introduire un terme de changement du tourbillon géostrophique {\displaystyle \zeta }. Le terme de source est appelé le vecteur baroclinique et devient:
{\displaystyle \,{\frac {\partial {\vec {\zeta }}}{\partial t}}={\frac {1}{\rho ^{2}}}{\vec {\nabla }}\rho \wedge {\vec {\nabla }}p}
Ce vecteur est d'intérêt tant pour les fluides compressibles que ceux incompressibles mais inhomogènes. Les ondes de gravité internes et les modes instables de Rayleigh-Taylor peuvent être analysés grâce à ce vecteur. Il est également important dans la création de tourbillon lors du passage de chocs dans des milieux inhomogènes comme l'instabilité de Richtmeyer-Meshkov.
Le vecteur baroclinique est proportionnel à {\displaystyle {\vec {\nabla }}p\wedge {\vec {\nabla }}T}. C'est-à-dire
{\displaystyle \,{\frac {\partial {\vec {\zeta }}}{\partial t}}\propto {\vec {\nabla }}p\wedge {\vec {\nabla }}T}

## Utilisation de la baroclinicité
Les plongeurs sont familiers avec les ondes internes de très longue période qui peuvent être excitées à la thermocline, une zone de changement de densité. Des ondes similaires peuvent être générées à l'interface entre une couche d'eau et une d'huile lorsque l'interface n'est pas horizontal. On est alors presque à l'équilibre hydrostatique avec le gradient de pression vertical. Cependant, le gradient de densité a un angle avec ce dernier. La valeur du vecteur de baroclinicité est donc non nulle ce qui crée un déplacement horizontal et vertical pour retrouver l'équilibre. Naturellement, ce mouvement se propage, dépasse l'horizontale et crée un ressac éventuellement, donc une oscillation.
Les ondes de gravité internes produites par ce processus n'ont pas besoin d'une interface très marquée. Par exemple, un gradient de densité très graduel de température ou de salinité produira ce vecteur. Ce processus est celui qui contrôle le comportement de plusieurs domaines de la vie courante:
- En météorologie, l'atmosphère est un milieu où existe des zones baroclines intenses. Il s'agit des zones frontales de changement de température. La prévision numérique du temps doit tenir compte de la baroclinicité de l'atmosphère en prenant en compte la structure thermodynamique de celle-ci. Cela donne une analyse et une prévision à plusieurs niveaux[1] très complexes. Voici quelques phénomènes observés le long des zones baroclines:
  - Mouvement vertical de l'air.
  - Vent thermique: le vent est un équilibre entre la force de Coriolis et celle de la pression. Cette dernière varie selon l'équilibre hydrostatique avec la densité de l'air selon la hauteur et donc avec la température moyenne de la couche. Comme la température varie à niveau de pression constant, le vent va varier avec l'altitude dans une atmosphère barocline et on obtient un vent thermique.
  - Courant-jet: celui-ci est le résultat direct de la baroclinicité de l'air.
- En océanographie pour la modélisation plus réelle des courants marins, de la thermocline, etc. similaires à ceux en météorologie.

Ainsi que dans d'autres domaines fondamentaux:
- Astrophysique : les zones baroclines sont importantes dans l'étude des fluides des étoiles et des milieux interstellaires.
- Géophysique : le concept est important dans l'étude du magma sous la croûte terrestre.